# チューバ
チューバあるいはテューバは、大型の低音金管楽器である。金管楽器の中では最も大きく、最も低い音域を担う。

## 構造
唇の振動によって生じた音を管体で共鳴させ朝顔（ベル）から放出するという基本構造は他の金管楽器と同様であるが、フレンチ・ホルン以上の全長を持つ管は長円状に幾重にも巻かれ、大型の朝顔は上部に開く。金属（主に真鍮）製の管は、迂回管や抜差し部分を除き、朝顔に向かって緩やかに広がる「円錐管」となっており、マウスピースを接続する「マウスパイプ」と呼ばれる部分は楽器の中程の高さに取り付けられる。
音程を変えるための弁（バルブ）を持つが、これにはピストン式とロータリー式とがあり、その数は3つから7つまでと様々である。
ピストン式の楽器には、楽器を構えた時に、弁が直立した(upright)状態になる「アップライト型」（通称「縦バス」）と、弁が横倒しになり楽器の前面で操作を行う「フロント・アクション」(front-action)とがある。
ロータリー式の弁を備えた楽器は全て前面操作となり、また、基本構造は前面操作のピストン式であっても1つないしは2つの追加のロータリー式の弁を備えるものもある。迂回管部やマウスピース直後の下向きにU字状になった部分には結露水がたまりやすいため、水抜き用のバルブ機構や抜差し管を使い排出を行う。

## 歴史
チューバ（tuba）の名称は、元々はラテン語で「管」の意味であり（英語のチューブと同源）、ローマ時代に用いられていた楽器の名称である。旧約聖書にも表れるこの呼称はいわゆる「ラッパ」を指すもので、管楽器の名称としてしばしば使われていたため、19世紀に入って登場した低音金管楽器の名称としても使われるようになった。
チューバ以前の低音金管楽器として、古くはセルパンと呼ばれる木製の有孔の楽器が使われており、後にこの流れを汲んだバソン・リュス（ロシアン・バスーン）、セルパンフォルヴィール （Serpent Forveille）といったバスホルンまたはアップライト・セルパンと呼ばれる木製のキー式の楽器が生み出されている。
18世紀半ばにイギリスから始まった産業革命により、金属の加工技術が飛躍的に進歩すると、軍隊楽器を中心に木製の管楽器を金属で製作する試みがなされ、ビューグルが誕生した。1813年にはドイツでヴァルヴ機構が開発され、ホルンやトランペットなどで音高を変える仕組みとしてヴァルヴが採り入れられ始めた。こうした動きはやがて低音金管楽器にも波及し、1817年にフランスで開発されたキー式の低音金楽器オフィクレイドがドイツに導入されると、すでにヴァルヴ式の楽器に慣れていたドイツの演奏者のためにヴァルヴ機構を備えた低音金管楽器が開発された。その代表的なものが1829年にウィーンの楽器製作者ヨゼフ・リードル（1788年頃 - 1837年）によって発表された「ボンバルドン」である。「ボンバルドン」は両手で操作するオフィクレイドと異なり片手の3本ヴァルヴで操作可能で複雑な運指を必要としなかった。これは管を「C」から「F」に延長することで達成されていたが、使用音域はオフィクレイドと変わらなかった。ボンバルドンはウィーンの軍楽隊とウィーン宮廷劇場の管弦楽団（ウィーンフィルの前身）に採用され、1970年代まで用いられた。
この「ボンバルドン」型の楽器に、右手用の3本のヴァルヴに左手で操作する2つのヴァルヴを追加してF管の最低音を使用できるようにしたのが、ベルリンのプロイセン軍楽隊長ヴィルヘルム・ヴィープレヒト（Wilhelm Wieprecht, 1802年 - 1872年）とベルリンの楽器製造職人ヨハン・ゴットフリート・モーリッツ（Johann Gottfried Moritz）によるベルリン式のピストン・ヴァルヴを採用した最初の実用的なチューバである「F管バステューバ」だとされ、この楽器は1835年に特許が取得されている。
モーリッツの開発したチューバは軍楽隊用の楽器であったため、登場してしばらくはプロイセンの国外に普及しなかったが、リヒャルト・ワーグナーがチューバの低音を好んで『ニュルンベルクのマイスタージンガー』などでF管バスチューバを活躍させたことにより、プロイセン国内ではオーケストラに取り入れられるようになった。1871年にプロイセンがドイツ統一を達成すると、1875年にはウィーンの管弦楽団がチューバを正式採用し、翌1876年のバイロイト音楽祭で『マイスタージンガー』が演奏された。イギリスはオフィクレイドを19世紀末まで使用していたが、ワーグナーのオペラの普及とともに徐々に姿を消し、20世紀に入る頃にはほとんど見られなくなった。また、19世紀の半ば頃には、他に「シュドロフォン」などと呼ばれる低音金管楽器もまた存在したが、やがてこれらの呼称は廃れ、「チューバ」の呼称が一般的になっていった。。
19世紀中頃には、「f」や「d」字型など、チューバの形状は様々であったが、アドルフ・サックスによって一連のサクソルンがまとめられて以降、この楽器群に見られる長円型へと次第に収束していった。今日では、低音域での豊かな音量を求め、全般的に大型化の傾向が見られる。

## チューバの分類

### 音域による分類
チューバはその音域によってテナー、バス、コントラバスの3種類に分類される。
さらに、チューバはピストン式やロータリー式にまで分かれる。

#### テナー・チューバ
テナー・チューバ（tenor tuba）は、比較的小型のチューバであり、しばしばユーフォニアム（euphonium）とも呼ばれ、変ロ調（B♭管）やハ調（C管）の楽器が知られている。稀ではあるが、この呼称はワーグナー・チューバを指すものとして使われることがある。
今日「テナー・チューバ」（あるいは「ユーフォニアム」）と呼ばれている楽器は、吹奏楽やブラス・バンド、独奏などで用いられる他、後期ロマン派以降の比較的大きな編成による交響曲や管弦楽曲でも稀に使用の機会がある。一般に「テナー・チューバ」の呼称は管弦楽で用いられ、「ユーフォニアム」は吹奏楽など管弦楽以外の分野全般で用いられる。日本ではバルブの形態により、ロータリー式の楽器を「テナー・チューバ」、ピストン式の楽器を「ユーフォニアム」として呼び慣わしている（これらの呼称についてはユーフォニアムを参照）。B♭管の場合、オーケストラにおいては、通常トロンボーン奏者が持ち替えて演奏する。
このテナー・チューバに含まれる楽器としては、「フレンチ・チューバ」（あるいは「サクソルン・バス」）と呼ばれるものも存在する。

#### バス・チューバとコントラバス・チューバ

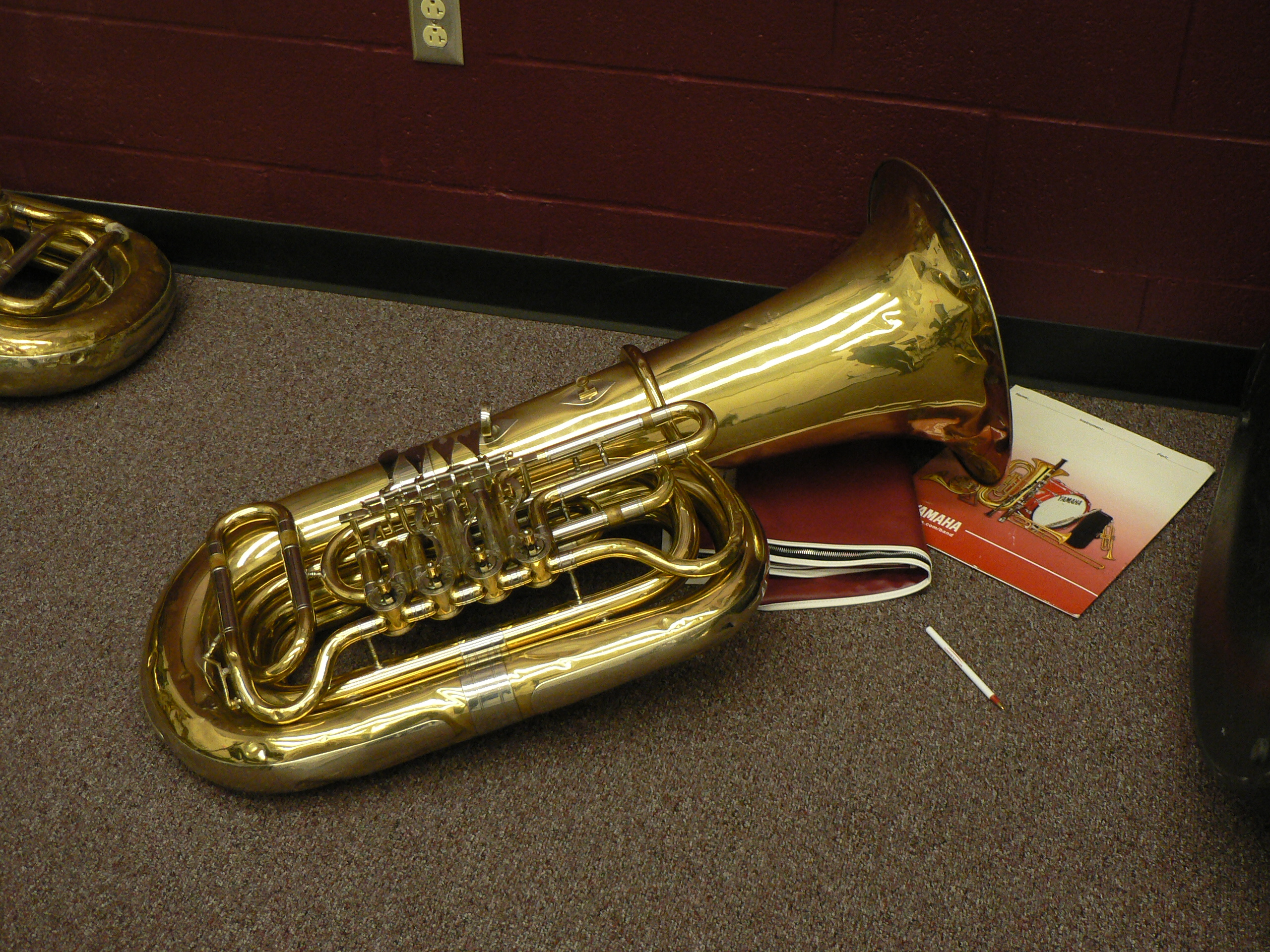
ロータリー式の弁を持つチューバ

一般には単に「チューバ」と呼ばれる楽器は変ロ調、ハ調、変ホ調、ヘ調の調性を持つものが知られている。これらはそれぞれ、しばしば「B♭管（ドイツ式表記ではB管）」「C管」「E♭管（ドイツ式表記ではEs管）」、「F管」の様に表記され、この中でB♭管が最も管が長く、C、E♭、Fの順に短くなる。これらのチューバは管弦楽や吹奏楽における大編成の合奏から独奏に至るまで、幅広い用途に用いられる。吹奏楽やブラス・バンド、特に後者においては、習慣的にチューバを単に「バス」と呼ぶ場合があるが、これはしばしばアップライト型の楽器に限定される。また、「チューバ」と「バス」を明確に区別する者も奏者を中心に存在する。
チューバのうち、変ホ調とヘ調の楽器を「バス・チューバ」、変ロ調とハ調の楽器を「コントラバス・チューバ」として区別する場合がある。作曲家によっては楽譜上で区別し、使用する楽器を指定している。コントラバス・チューバは、同じ調性のテナー・チューバよりも基音が1オクターブ低く、テナー・チューバと区別して「BB♭管」「CC管」とも表記される。

### ウィンナ・チューバ

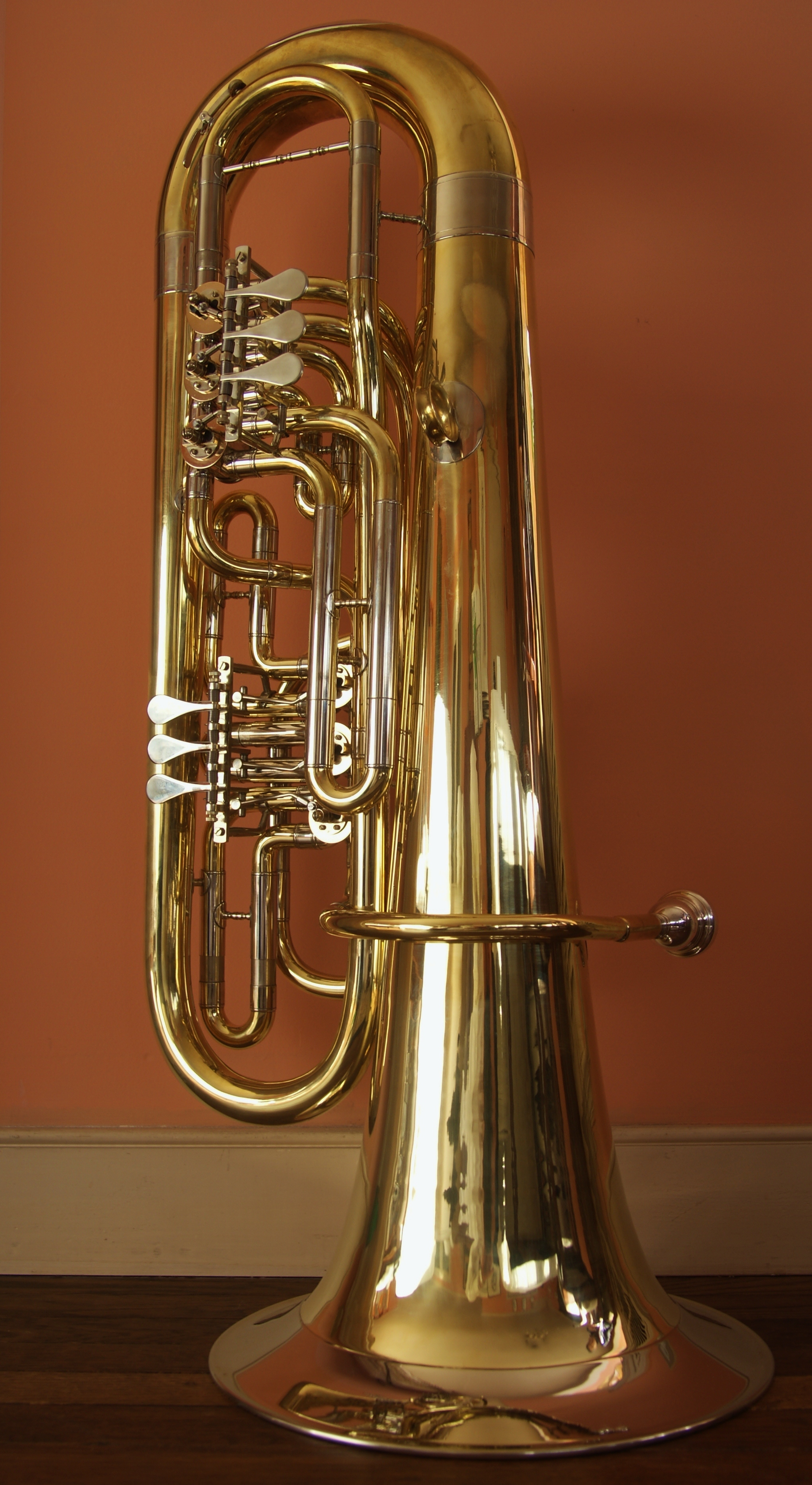
JUNGWIRTH WIENER TUBA

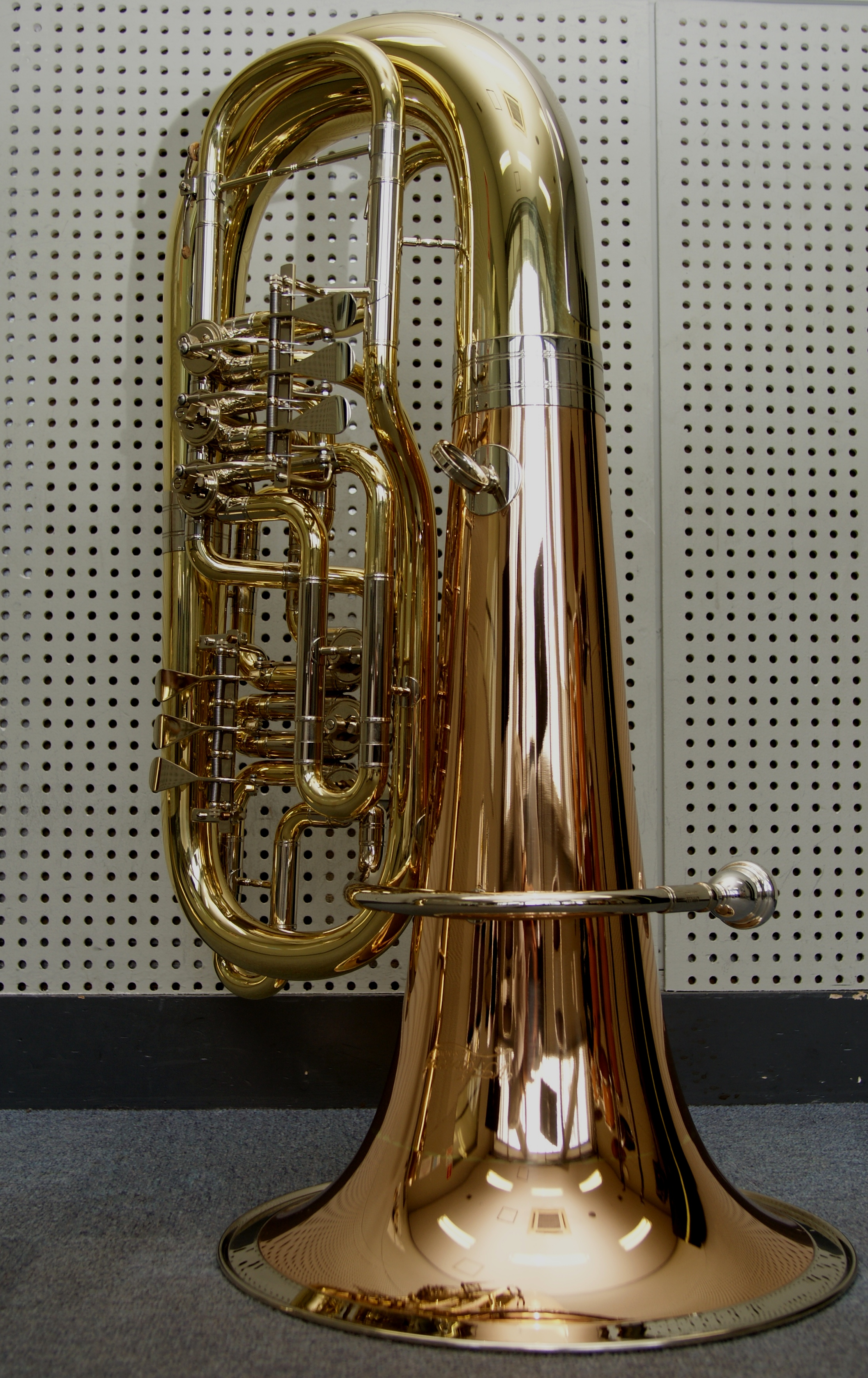
CERVENY WIENER TUBA (Musica Model)

「ウィンナ・チューバ」と呼ばれる楽器はF管のバス・チューバの一種である。左手で3個、右手で3個、計6個のロータリー・バルブを操作する。管厚が薄く、ウィンナ・ホルン同様に倍音を多く含み、他の金管楽器とよく融け合う響きを出す。特にドイツ式トロンボーンとの親和性が高い。
ウィンナ・チューバは、この楽器の響きに魅せられたワーグナー、ブルックナー、マーラー、リヒャルト・シュトラウスなどにより後期ロマン派の重要作品に用いられていく。オーケストラのチューバとの意味合いを込めて「コンサート・チューバ」の呼称も得た。オフィクレイドが長く使用されたイギリスにも遅れて普及し、エルガーはバス・チューバとしてこのウィンナ・チューバF管を想定していた（ベッソンなどのコンペンセイティングE♭管は「ミリタリー・チューバ」に分類され、オーケストラの楽器と見なされていなかった）。
ベルリン生まれのシステムであるが、ウィーンで育てられ広く普及し、近年までウィーンで使われ続けたことによってウィンナ・チューバと呼ばれている。新しいウィンナ・チューバをゲルハルト・ゼックマイスター (Gerhard Zechmeister) が、ムジカ (Musica) 社の協力で開発している。ムジカ型はいくつかのバリエーションを持つ（画像1、画像2）。
ゼックマイスター著のウィンナ・チューバ教則本“Concerttuba”（ドブリンガー社（Musikhaus Doblinger））には、次のようにウィンナ・チューバの特質が記されている。「その巧妙なフィンガリングとバルブ・システム（6番目のバルブの回転がFチューバをCチューバに変える）を持ったウィンナ・コンサート・チューバは、いわばバス・チューバおよびコントラバス・チューバの組み合わせなのである（響きの統一をもたらしながら!）」。ゼックマイスターは、ウィンナ・チューバと同じロータリー・システムを持つF管コントラバス・トロンボーンも開発している。
ウィンナ・ホルン制作で知られるオーストリアのアンドレアス・ユングヴィルト (AndreasS Jungwirth) は新しいウィンナ・チューバ制作に取り組み、独自のよりダイレクトな響きを復活させることに成功した（画像1、画像2、画像3、画像4）。
ウィンナ・チューバの構造
ウィンナ・チューバは、左3ロータリー＋右3ロータリーの6バルブを持ち、基音Fから第2倍音Fの間をトリガー操作なしにクロマティック(半音階)で演奏できる。「FチューバとCチューバを合わせたダブル・チューバの機能を持つ楽器」ともいえる。
ウィンナ・チューバの原型であるヴィープレヒトとモーリッツによる最初のFバス・チューバ（クロマティック・チューバ＝#歴史参照 1835年）は5つのベルリン式のピストン・バルブだったが、1875年にレオポルト・ウールマンによりウィーンにてロータリー・バルブに改良された。同時に吹込管が円筒型から円錐形に変更された。
19世紀末、ウィーンのダニエル・フックスが第2倍音のG♭（ペダルFの半音上）を出せるようにするため、6個目のバルブ（現機構の第3バルブ、F調を全音下げるより短く、イントネーション補正にも役立つ）を加え、現在にいたる6ロータリー・バルブのウィンナ・チューバの構造が整った。
左手の人差指で①、中指で②、薬指で③　右手の人差指で④、中指で⑤、薬指で⑥　というようにバルブ操作する。
①は、F調を全音（長2度）下げる　②は、F調を半音（短2度）下げる　③は、F調を全音（長2度よりやや狭い）下げる（「G調（①＋②＋④＋⑤＋⑥を押さえた状態）を半音下げる」ともいえる）　④は、C調を全音（長2度）下げる　⑤は、C調を半音（短2度）下げる　⑥は、F調を2全音半（完全4度）下げる（FチューバをCチューバに変える）。
バルブは吹込管側から①②③④⑤⑥と配置されている。左手ブロック①②③と右手ブロック④⑤⑥の間には、クランク状のパイプが入り連結されている。このクランク状のパイプをなくして6つのバルブを1直線に配置すると音程バランスが崩れる。
F調から1全音半（短3度）下げるバルブをウィンナ・チューバは持たない。それでも問題は生じない。他の金管（サクソルン属、コルネットやトランペットなど）の2+3（2全音下げる）の指使いをウィンナ・チューバにおいては④＋⑤で演奏できる。
ウィンナ・チューバの④はあくまでも「C調を全音下げる」バルブであって、「F調から1全音半下げる」バルブではない。しかし、これを取り違えた情報が広まっている。「ウィンナ・チューバ“運指難解説”」「ウィンナ・チューバ“音程不良説”」を、ウィンナ・チューバに取り組んだ奏者が唱える場合、この間違った情報に基づいてウィンナ・チューバに取り組んだ奏者がほとんどである。
ウィンナ・チューバの音程は、理論的にも実際に使用してもとても優れている。それは、下記の3つの点から検証できる。
1. 平均律への対応
2. 純正律への対応や微分音への対応
3. 楽器・マウスピースの個体差による誤差の補正

バス・チューバとして基音から第2倍音の1オクターブ間への対応力は非常に重要であるが、ウィンナ・チューバは1オクターブ間で64の指使い（全て長さの異なる）を持ちとても対応力が高い。1.2.3.への対応をするうえでウィンナ・チューバは管の抜き差しを一切必要としない。
ウィンナ・ホルンと同様に不要な響きを抑えるためにウィンナ・チューバにもベル・クランツが採用される場合が多い。

### フレンチ・チューバ

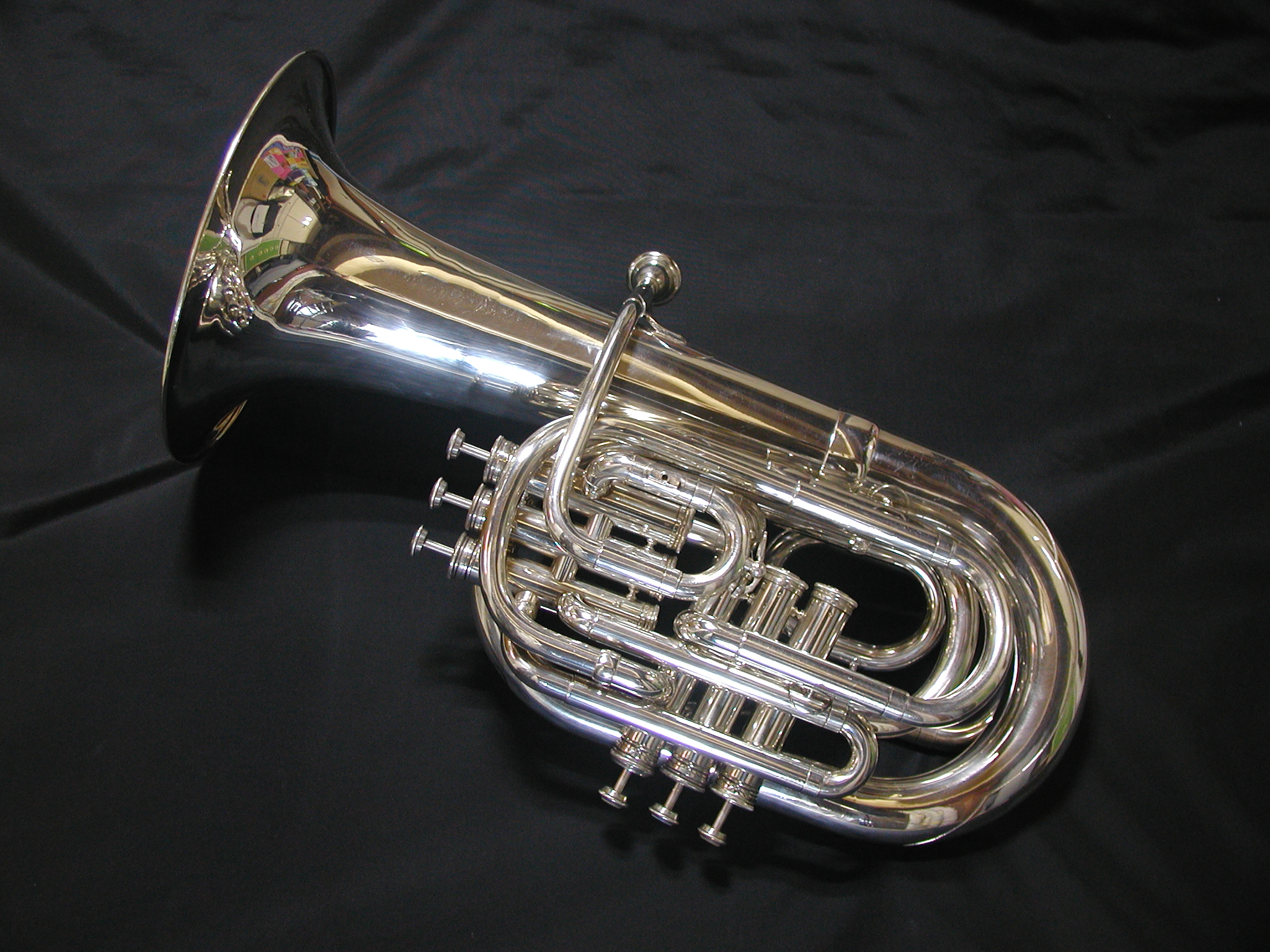
フレンチ・チューバ

一般的に「フレンチ・チューバ」と呼ばれる楽器（フランスでは「C管のチューバ」または「6本ヴァルヴのサクソルン」と呼ばれる）は、ハ調（C管）または変ロ調（B♭管）のテナー・チューバで、1871年の普仏戦争の敗北以降、ワーグナーのオペラの上演が行われるようになったフランスで、1860年代以降オフィクレイドに代わって使われていたサクソルン・バス（サクソルン・コントラバスより小型で1オクターヴ高い）の低音域を拡張すべく開発された。従来の右手用の3本のピストンヴァルヴに加え、左手用の3本のヴァルヴを加えることで、弦楽器でいえばチェロからコントラバスまでの広い音域を出すことが可能になった。フランスでは、1970年頃まで、バス・チューバと共に、あるいは単独で用いられていた。フランスの作曲家、サン・サーンス、ドビュッシー、ラヴェル、プーランクや、フランスで作曲をしていたストラヴィンスキーの作品における「チューバ」は、この楽器を想定していたと考えられる。またフレンチ・チューバの登場時は、単に「サクソルン」と呼ばれていたため、使用楽器の解釈が分かれる原因ともなっている。

### マーチング・チューバ
パレードやマーチングといった立奏を前提として考案された大型のビューグルで、通常のチューバを横にした形状をしており、肩の上に乗せベルを前方に向けて演奏する。マウスパイプの交換により通常のチューバとして座っての演奏を可能にしたものもあり、この様式はしばしば「コンバーチブル」（convertible）と呼ばれる。

## ヘリコンとスーザフォン
ヘリコンと、それを改良したスーザフォンは、チューバの変種として捉えることもできるが、その用途はいわゆるチューバとは全く異なり、行進やマーチングなど立奏に特化した楽器である（マーチングチューバともいう）。ヘリコンには幾つかの調性の楽器が知られ、また、バルブの形態も様々であるが、スーザフォンは変ロ調でピストン式の3本バルブのほぼ一種だけが知られている。変ロ調のスーザフォンは同じ調性のコントラバス・チューバと同じ管長を持ち、音域もほぼ同じである。今日の管弦楽では、こうしたヘリコンやスーザフォンを使用することは無く、吹奏楽でも稀なこととなったが、20世紀初めから第二次世界大戦の終わり頃までのアメリカではいわゆる（座奏用の）チューバの代わりにスーザフォンが広く用いられた。従来は真鍮製であったが、1960年代以降、より軽い繊維強化プラスチック(FRP)などの材質を用いたスーザフォンが多く使用されるようになった。

## 記譜
チューバには様々な調性の楽器があるが、ほとんどの場合、特に管弦楽では伝統的に、移調楽器としては扱われず実音で記譜される。しかし、吹奏楽や金管合奏において「バス」などとして使用される際には、移調楽器として扱われる場合もある。

## 楽曲

### 協奏曲
- ヴォーン・ウィリアムズ : チューバ協奏曲

## 著名なチューバ奏者
- アーノルド・ジェイコブス (シカゴ交響楽団)
- ジーン・ポコーニ (シカゴ交響楽団首席)
- 稲川榮一
- 池田幸広 (NHK交響楽団)
- 佐藤和彦 (新日本フィルハーモニー交響楽団)
- レオポルト・コーラー
- 杉山康人 (クリーヴランド管弦楽団首席)
- 関島岳郎
- 次田心平  (読売日本交響楽団)
- チャールズ・デーレンバック（カナディアン・ブラス）
- ジョン・フレッチャー（ロンドン交響楽団、フィリップ・ジョーンズ・ブラス・アンサンブル）
- セルジオ・カロリーノ（ポルトガル語版） (ポルト国立交響楽団首席)
- ヨーゼフ・フンメル
- ロジャー・ボボ
- ローランド・セントパリ（ハンガリー語版）
- ワルター・ヒルガース (ウィーン・フィルハーモニー管弦楽団他)

## 主な楽器メーカー
- ヤマハ (Yamaha)
- ベッソン (Besson)
- BMシンフォニック (Böhm & Meinl Symphonic)
- ウィルソン (Willson)
- ルドルフ・マインル (Rudolf Meinl)
- B&S
- ヒルスブルナー (Hirsbrunner)
- マイネル・ウエストン (Meinl Weston)
- ジュピター (Jupiter)
- ミラフォン (Miraphone)